# Rocky Mountain (Oklahoma)
Rocky Mountain es un lugar designado por el censo ubicado en el condado de Adair en el estado estadounidense de Oklahoma. En el Censo de 2010 tenía una población de 420 habitantes y una densidad poblacional de 20,3 personas por km².

## Geografía
Rocky Mountain se encuentra ubicado en las coordenadas 35°47′26″N 94°46′17″O / 35.79056, -94.77139. Según la Oficina del Censo de los Estados Unidos, Rocky Mountain tiene una superficie total de 33.3 km², de la cual 33.28 km² corresponden a tierra firme y (0.08%) 0.03 km² es agua.

## Demografía
Según el censo de 2010, había 420 personas residiendo en Rocky Mountain. La densidad de población era de 20,3 hab./km². De los 420 habitantes, Rocky Mountain estaba compuesto por el 32.14% blancos, el 0% eran afroamericanos, el 58.33% eran amerindios, el 0% eran asiáticos, el 0% eran isleños del Pacífico, el 1.19% eran de otras razas y el 8.33% pertenecían a dos o más razas. Del total de la población el 1.67% eran hispanos o latinos de cualquier raza.